# 231969 Sebvauclair
231969 Sebvauclair è un asteroide della fascia principale. Scoperto nel 2001, presenta un'orbita caratterizzata da un semiasse maggiore pari a 3,1782011 au e da un'eccentricità di 0,0734719, inclinata di 15,05694° rispetto all'eclittica.